# Lappanella guineensis
Lappanella guineensis är en fiskart som beskrevs av Bauchot, 1969. Lappanella guineensis ingår i släktet Lappanella och familjen läppfiskar. IUCN kategoriserar arten globalt som otillräckligt studerad. Inga underarter finns listade i Catalogue of Life.